# Marco Ventre
Marco Ventre (* 21. April 1975 in Zürich, Schweiz) ist ein österreichischer Radio- und Fernsehmoderator, Sänger und Musiker.
Seit 2005 arbeitet er bei dem regionalen Radiosender Radio Kärnten. Von 2007 bis 2013 moderierte er zusätzlich die regionale Fernsehsendung Kärnten heute in ORF 2.
Seit 2016 moderiert er, gemeinsam mit Eva Pölzl, die Kärnten-Wochen des ORF-Frühstücksfernsehens Guten Morgen Österreich.
Seit 2023 moderiert er das Sommer- und Winter Openair Wenn die Musi spielt als Samstag Hauptabendshow im ORF 2 und MDR Fernsehen.

## Biografie
Ventres Vater Antonio stammt aus Pergola, Marsico Nuovo in der Provinz Potenza (Basilikata) in Süditalien. Seine Mutter Veronika, geb. Pichler, ist eine Österreicherin, stammt aus Göriach im Kärntner Gailtal.
1994 begann seine Radiokarriere beim damals deutschsprachigen "Piratensender" Radio Valcanale in Camporosso in Italien. Von 1997 bis 2004 arbeitete er für einige Privatradiosender in Österreich, wie Schlagerradio, Kronehit, Radio Wörthersee und Antenne Kärnten, bis er schließlich 2005 zum regionalen Sender Radio Kärnten wechselte. Ab 2007 bis 2012 war er auch Präsentator der täglichen Nachrichtensendung Kärnten heute im ORF 2.
Später moderierte er für den ORF acht Jahre lang das Warmup vom Musikantenstadel mit Andy Borg und der Starnacht am Wörthersee. Weiters das Warmup der Sendung Wenn die Musi spielt in Bad Kleinkirchheim und in der Schweiz.
Einige Jahre war Marco Ventre als Sänger tätig. Im Jahre 2010 feierte er sein Comeback als Musiker. Er spielt die Instrumente Akkordeon und Keyboard sowie Schlagzeug.
Seit 2000 ist er Vater eines Sohnes. Ventre lebt seit einigen Jahren mit seiner Lebenspartnerin und Profi-Tanzpartnerin bei Dancing Stars 2012 Babsi Koitz am Kärntner Faakersee. Gemeinsam sind sie seit Dezember 2016 Eltern eines weiteren Sohnes.

## Karriere
2010 gewann Ventre mit seiner Band beim Grand Prix der Volksmusik als „Newcomer“ den Wettbewerb in Österreich mit dem eigens von Andreas Martin komponierten und von Bernd Meinunter getexteten Lied: "Sehnsucht war gestern".
Beim internationalen Finale gegen Vertreter aus Deutschland, Schweiz und Südtirol (Italien) belegte er mit seiner Band den vierten Platz und wurde erneut bester österreichischer Interpret im 4 Länder Wettstreit.
Das erste Album Sehnsucht war gestern erreichte auf Anhieb Gold für über 10.000 verkaufte Tonträger in Österreich. Danach folgte ein Plattenvertrag bei Sony Music Austria.
Ferner war Marco Ventre einer von zwölf „Promi-Tänzern“ in der siebten Staffel der ORF-Sendung Dancing Stars und belegte mit seiner Tanzpartnerin, der mehrfachen Staatsmeisterin in 10-Tänze, Babsi Koitz, den dritten Platz.
2012 war Marco Ventre mit seiner Band für den Amadeus Austrian Music Award in der Kategorie Schlager nominiert. Mittlerweile hat Marco Ventre mit seiner Band drei äußerst erfolgreiche Alben publiziert. In den Jahren 2018 und 2019 veröffentlichte er zwei weitere Singles mit den Titeln Und selbst wenn... und Weißt du, wie es ist?, welche österreichweit erfolgreich waren. Erstere Single konnte sich sogar auf Platz 1 der Österreichischen Airplay Charts platzieren.
Er arbeitet mit den Produzenten Andi Frei von den Fäaschtbänkler, Christian Zierhofer, Klaus Koschutnig und Jürgen Kulmesch von der Meilenstein (Band). Die Lieder "Neuer Tag...und Weil es dich gibt... wurden von Jürgen Kulmesch komponiert und produziert.
Seit 2016 moderiert Marco Ventre das tägliche Frühfernsehen Guten Morgen Österreich in ORF 2.
Seit 2023 moderiert er das Sommer- und Winter Openair Wenn die Musi spielt als Samstag Hauptabendshow im ORF 2 und MDR Fernsehen.

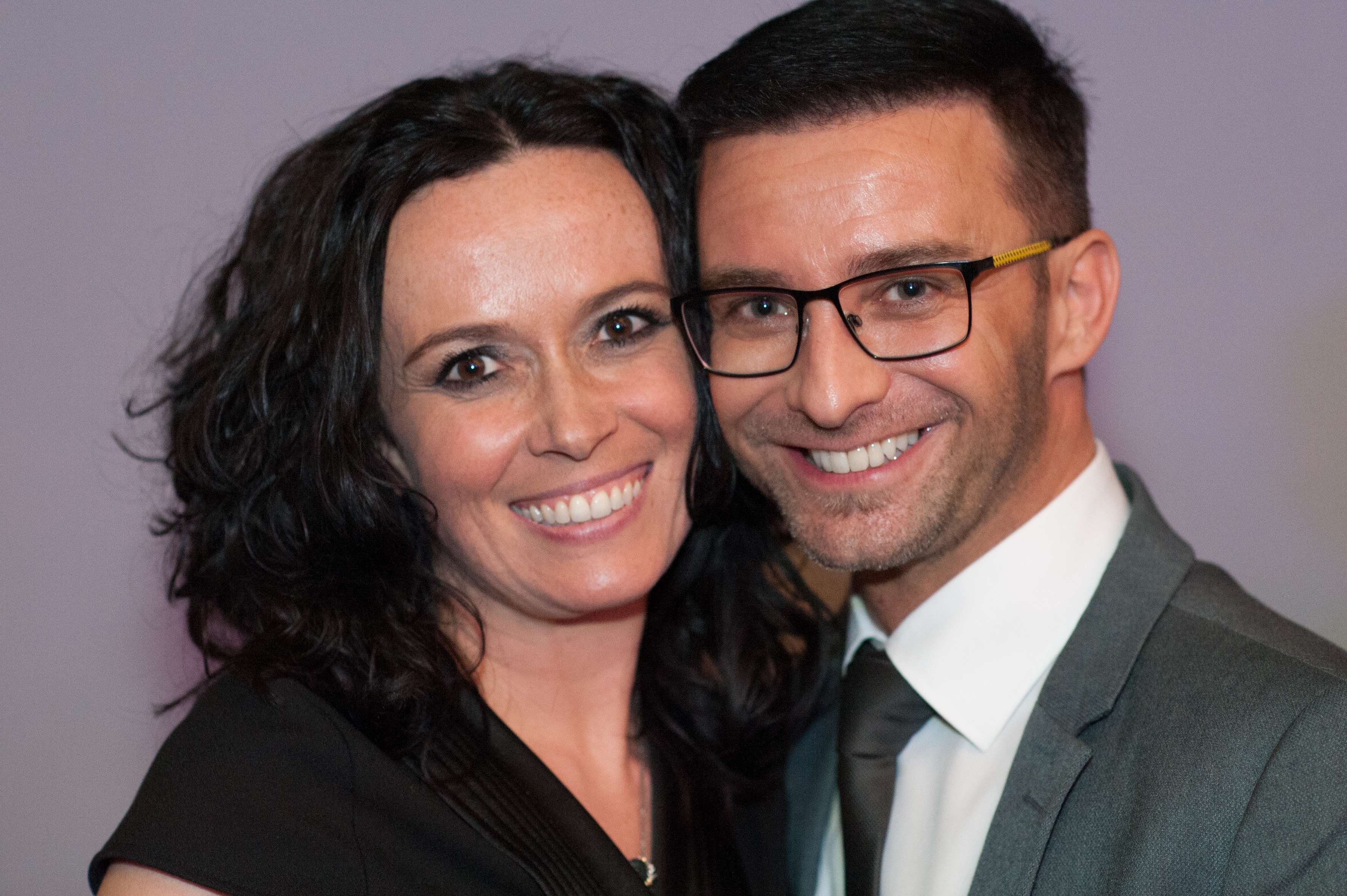
Marco Ventre mit seiner Partnerin Babsi Koitz
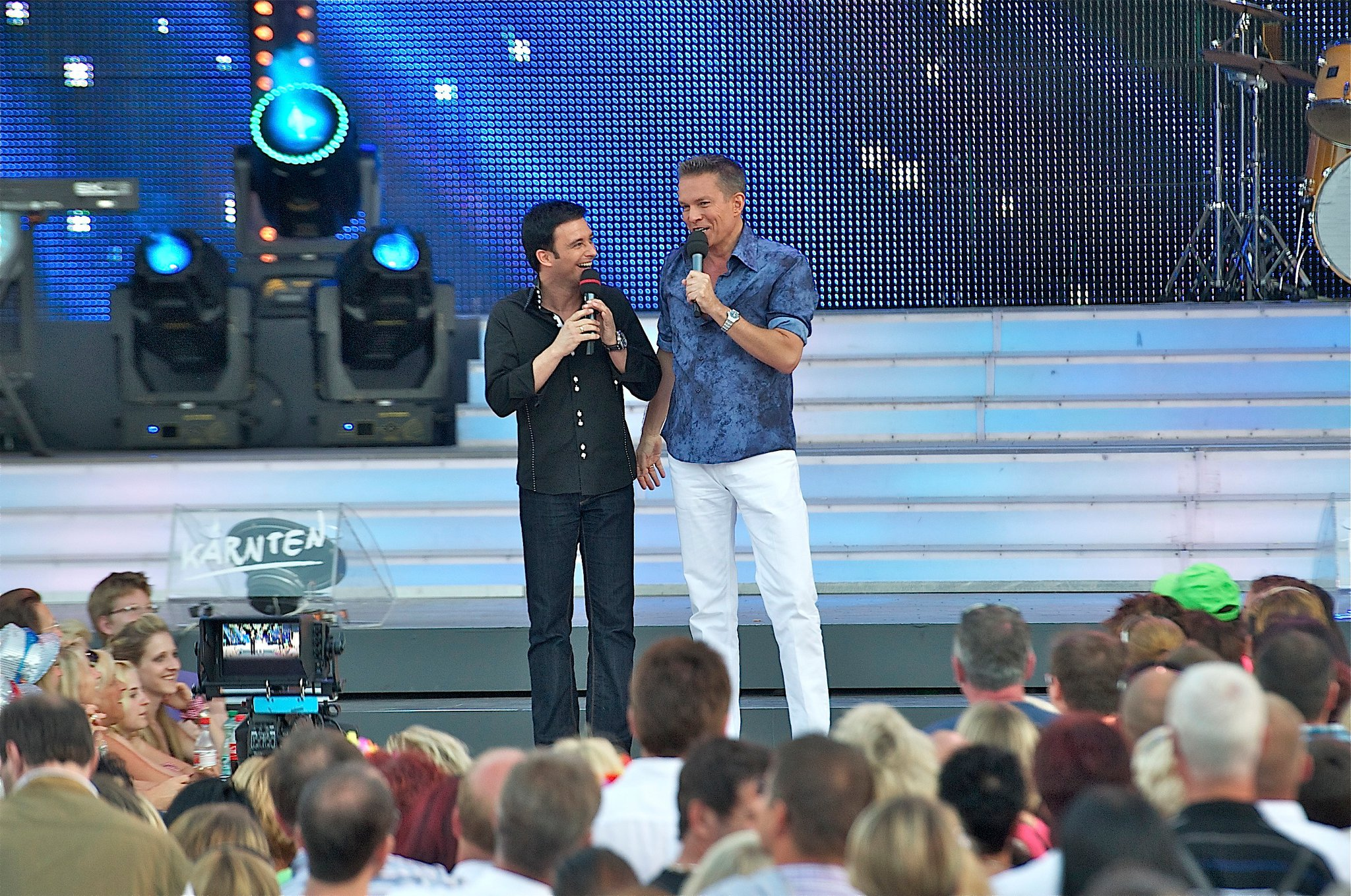
Marco Ventre (links) und Alfons Haider (rechts) moderieren das Warmup der Starnacht
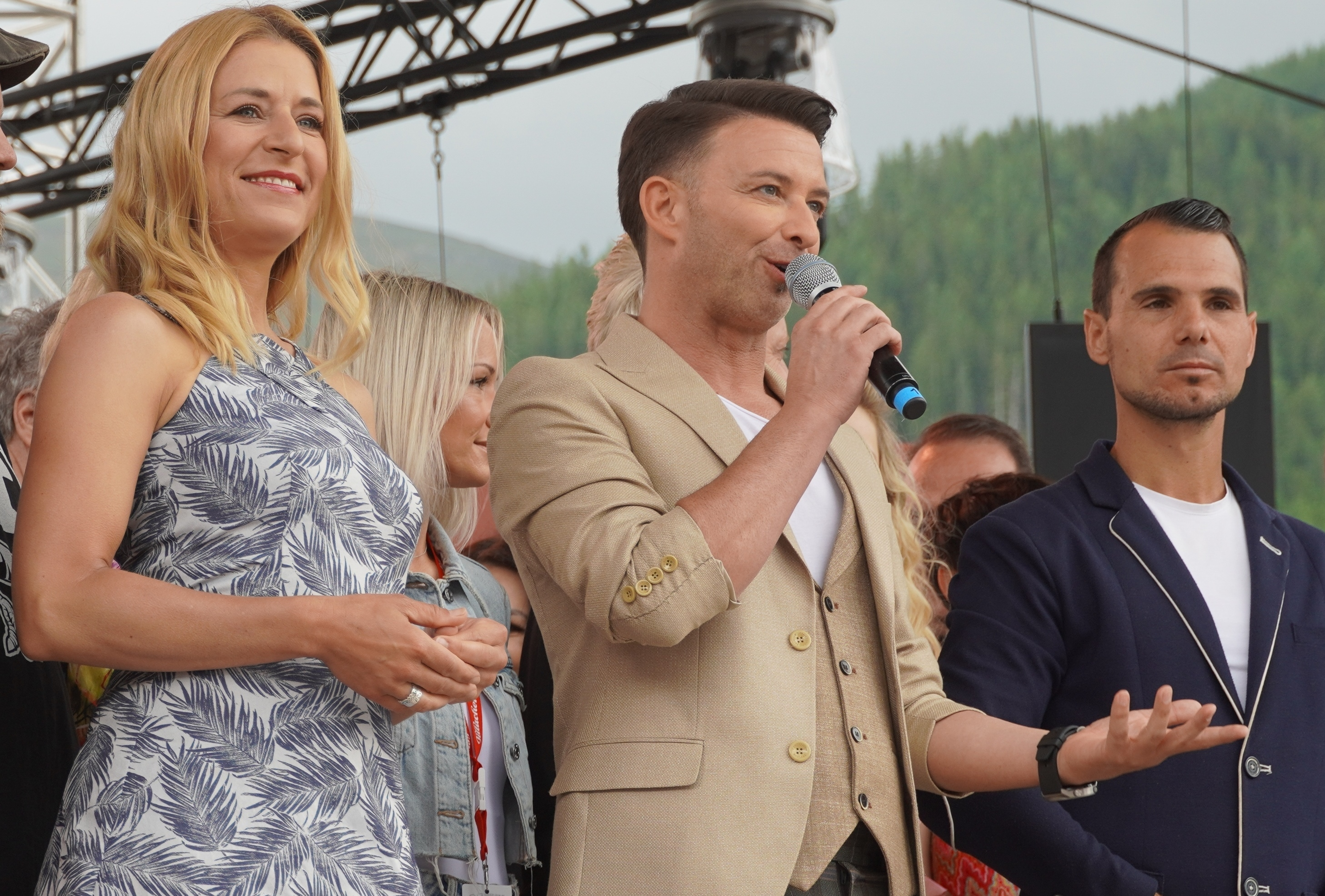
Stefanie Hertel, Marco Ventre, Daniel Düsenflitz (2023)
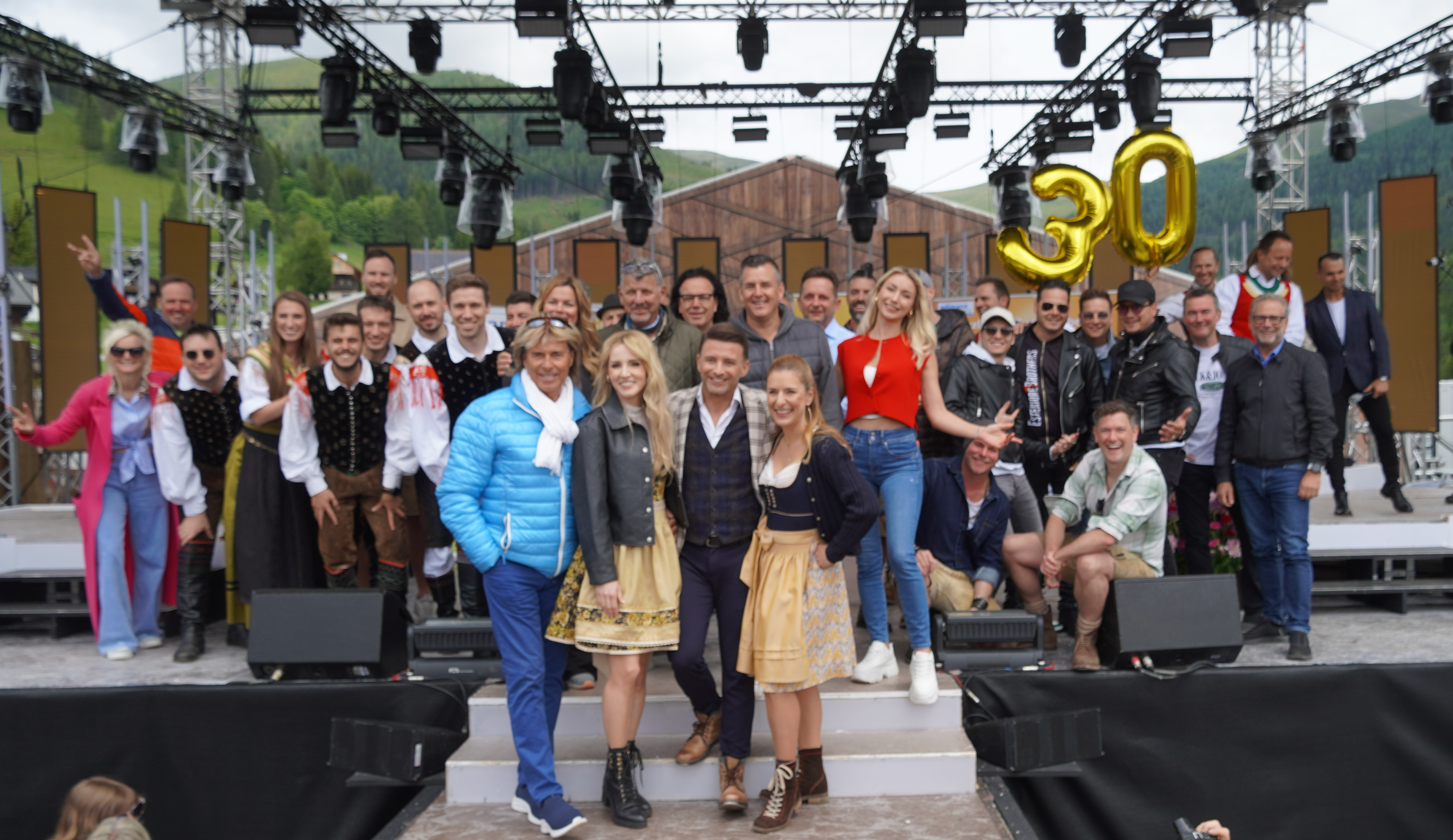
Wenn die Musi spielt, Generalprobe (2024)
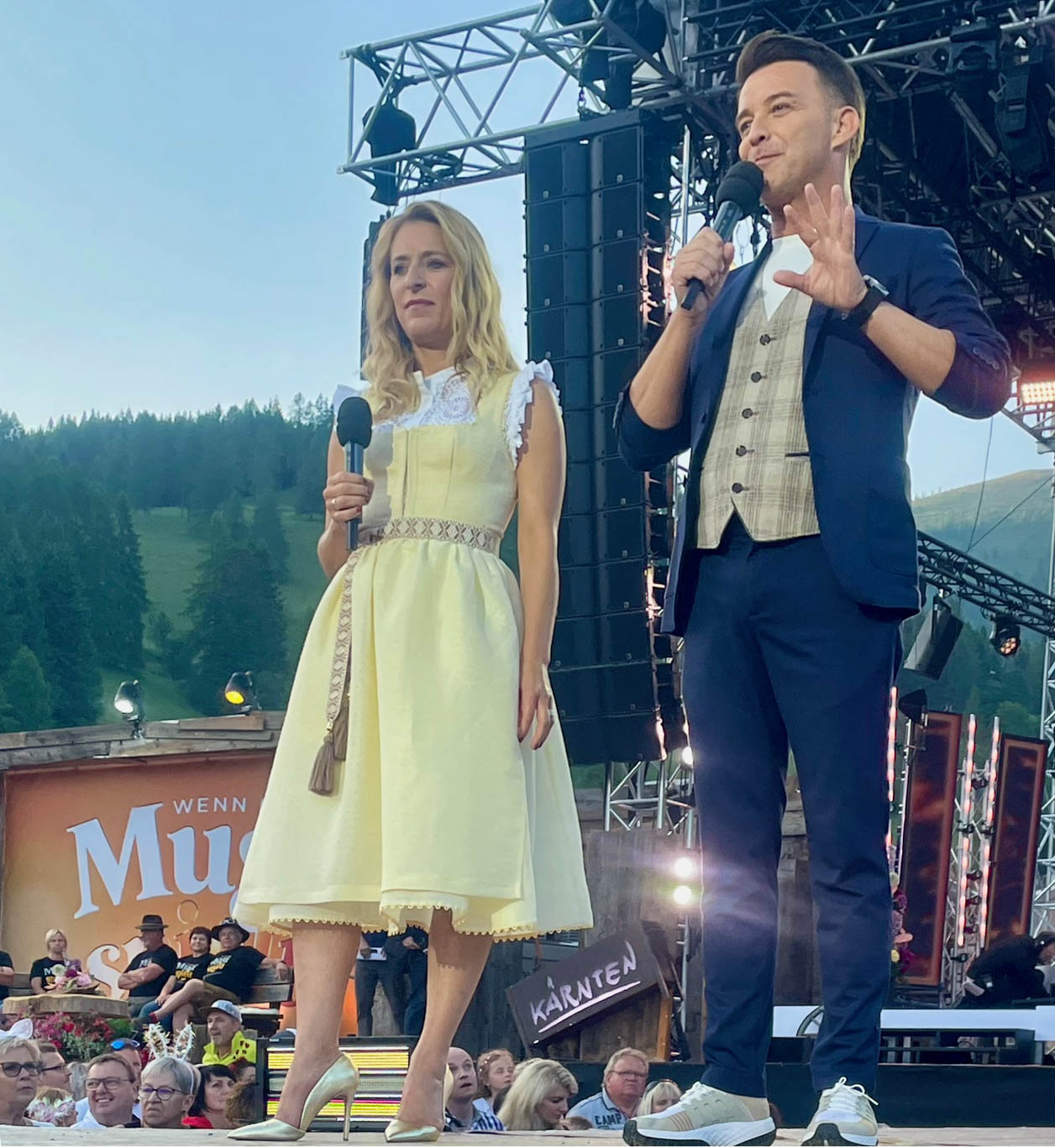
Wenn die Musi spielt, Sommer Open Air (2025)
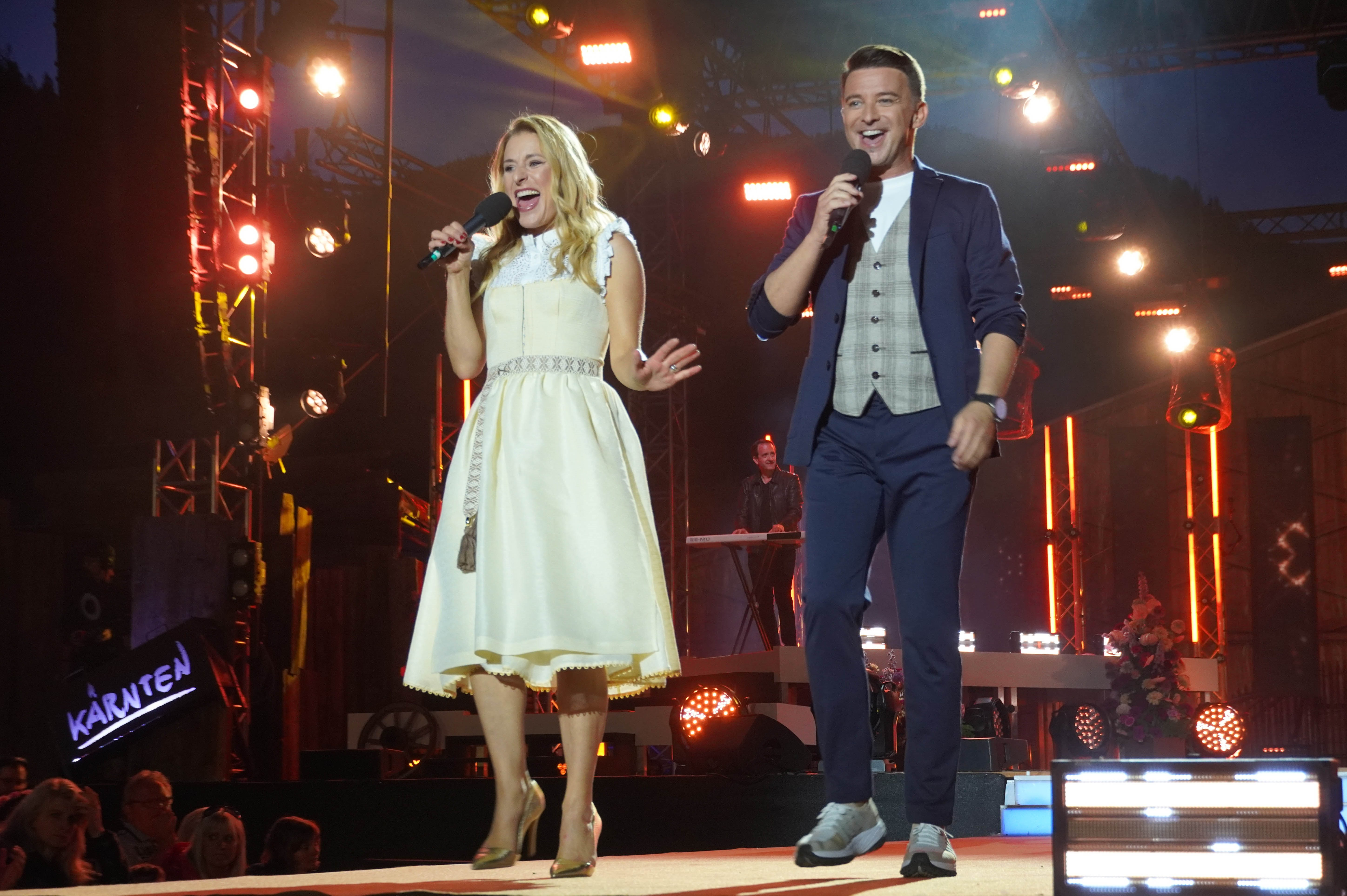
Duett Stefanie Hertel & Marco Ventre, Sommer Open Air (2025), Bad Kleinkirchheim

## Diskografie
Nachfolgend eine Auswahl der Lieder, die Marco Ventre mit seiner Band veröffentlichte.
| - 2010: Sehnsucht war gestern (mit Partymix) - 2010: Ganz viel von dir - 2010: Dein Flieger wartet nicht - 2010: Wunderwerk Seele - 2010: Leuchtender Komet - 2010: Alles wegen dir - 2010: Das erste Mal im Leben - 2010: Aber heimlich - 2010: Narben auf dem Herzen - 2010: Ich hab es satt - 2010: Lass mich die Liebe spür’n - 2010: Jenseits deiner Liebe - 2011: Mach jetzt kein Licht - 2011: Der Himmel kann warten - 2011: Der Sommer ist heiß - 2011: Verzeih - 2011: Die Wahrheit unserer Liebe - 2011: Wenn die Sehnsucht ruft - 2011: Alte Liebe rostet nicht | - 2011: Wenn Du willst - 2011: Ich geb Dich niemals wieder her - 2011: So wie Du-Du-Du! - 2011: Du an meiner Seite - 2011: Frühstück bei Tiffany - 2015: Ich will Dich nah - 2015: Schicht im Schacht - 2015: Ich werd’ warten - 2015: Du gehörst zu mir - 2015: Immer noch voll verliebt - 2015: Wenn ich zu Wort komm - 2015: Wem … - 2015: Geh nicht weg - 2015: Ich glaub immer noch an unsere Liebe - 2015: Es geht mir gut - 2015: Ich hab Deine Tränen nicht gesehen - 2015: Meine Sehnsucht - 2015: Hit-Medley (nur Libro-Version) - 2024: Magdalena |